# Europese kampioenschappen schaatsen afstanden 2022 - Ploegenachtervolging mannen
De ploegenachtervolging vrouwen op de Europese kampioenschappen schaatsen 2022 werd verreden op vrijdag 7 januari 2022 in ijsstadion Thialf in Heerenveen. Titelverdediger was de Nederlandse ploeg die ook op de derde editie van het EK ploegenachtervolging won.

## Uitslag
| #      | Land        | Schaatsers                                                     | Tijd    |
| ------ | ----------- | -------------------------------------------------------------- | ------- |
| Goud   | Nederland   | Marcel Bosker Sven Kramer Patrick Roest                        | 3.37,97 |
| Zilver | Noorwegen   | Hallgeir Engebråten Allan Dahl Johansson Sverre Lunde Pedersen | 3.38,92 |
| Brons  | Italië      | Davide Ghiotto Andrea Giovannini Michele Malfatti              | 3.43,41 |
| 4      | Polen       | Marcin Bachanek Artur Janicki Szymon Palka                     | 3.47,89 |
| 5      | Wit-Rusland | Evgeniy Bolgov Yahor Damaratski Viktor Rudenko                 | 3.50,21 |